# بلومزبرگ (پنسیلوانیا)
بلومزبرگ، پنسیلوانیا (به انگلیسی: Bloomsburg, Pennsylvania) یک شهرک در ایالات متحده آمریکا است که در شهرستان کلمبیا، پنسیلوانیا واقع شده‌است.

## خصوصیات
بلومزبرگ ۱۱٫۸۸۸ کیلومترمربع مساحت و ۱۴٬۸۵۵ نفر جمعیت دارد و ۱۶۱٫۸۴۹ متر بالاتر از سطح دریا واقع شده‌است.